# Frontifocometro

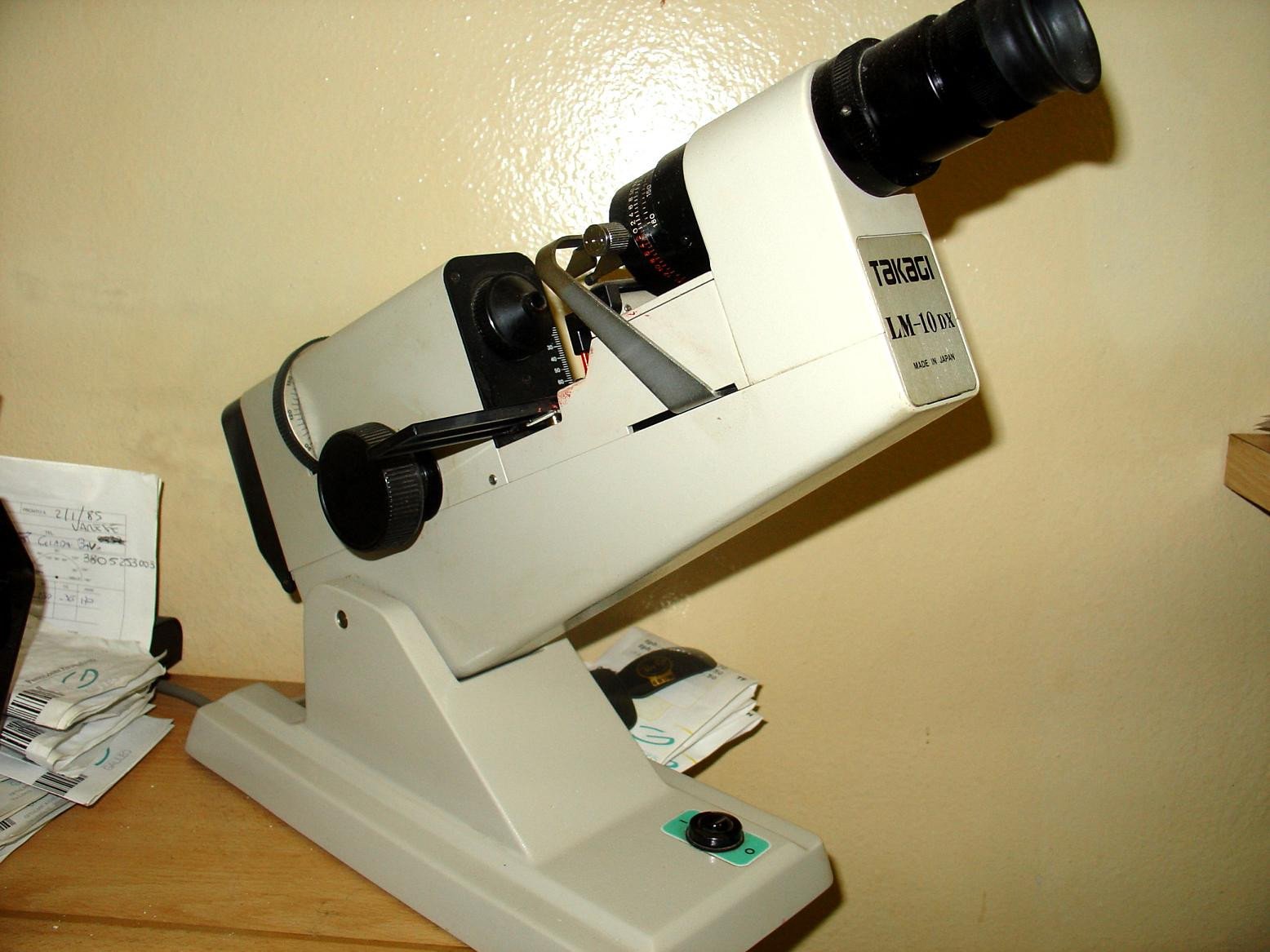
Frontifocometro a visione diretta

Il frontifocometro è uno strumento di misura utilizzato dal medico oculista e dall'ottico-optometrista, la cui funzione è quella di misurare il potere diottrico (o convergente) di una lente.

## Struttura

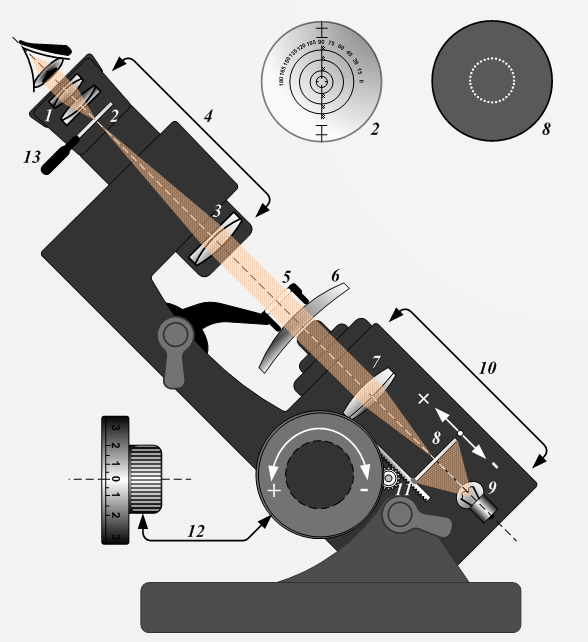
Vista in sezione di un semplice frontifocometro.
1 – Oculare 2 – Reticolo
3 – Lente dell'obiettivo
4 – Telescopio kepleriano 5 – Fermo lente
6 – Lente sconosciuta
7 – Collimatore obiettivo 8 – Reticolo
9 – Sorgente luminosa 10 – Collimatore
11 – Meccanismo
12 – Tamburo con scala (da +20 a -20 diottrie)

Il frontifocometro è composto essenzialmente da sette parti:
- Una sorgente luminosa
- Un filtro diffusore
- Una Mira
- Un condensatore ottico, composto da una lente di elevata potenza positiva
- Un poggialente munito di un vetrino, posto sul fuoco immagine del condensatore
- Una scala numerica tarata in diottrie
- Un cannocchiale con reticolo

## Funzionamento
A strumento azzerato, la mira è posta sul fuoco oggetto del condensatore. Anteponendo una lente da misurare, la focale viene traslata ed è necessario riportare l'immagine, data dal condensatore, sul fuoco oggetto della lente stessa.
Considerato che il cammino della luce è di senso opposto, tra lente condensatrice e misurata, è necessario appoggiare sul poggialente la parte posteriore di quest'ultima.
La distanza x della mira risulta essere proporzionale alla potenza frontale posteriore, Pv della lente misurata.
{\displaystyle Pv={\frac {1}{f^{2}}}*x}
dove f è la focale del condensatore.
Il valore risultante è quello riscontrabile sulla scala del frontifocometro, ed indica il potere frontale della lente esaminata.

## Tipi di frontifocometro
I frontifocometri si differenziano in:
- Frontifocometri a visione diretta
- Frontifocometri a proiezione
- Frontifocometri elettronici (automatici)

### Frontifocometri a visione diretta
I primi strumenti atti alla misurazione del potere diottrico, composti da una struttura lineare ottica, composta da obiettivo, condensatore e poggialente. La visione è monoculare.

### Frontifocometri a proiezione (automatici)
Strumentazione moderna, composta da uno schermo, al posto dell'oculare, in cui viene proiettata la mira di traguardo. La visione è binoculare, ed esente da difetti generati dall'accomodazione del misuratore o dalla mancata taratura dell'oculare. All'interno dello strumento è inserito un prisma compensatore aggiuntivo, che permette un posizionamento più preciso della mira.

### Frontifocometri elettronici
Non si ha più la presenza delle mire e delle immagini generate dalle focali delle lenti esaminate. Il valore viene presentato in forma digitale direttamente sul monitor dello strumento.